# Favillea
Favillea is een geslacht van schimmels uit de familie van de Sclerodermataceae. De typesoort is Favillea argillacea.

## Soorten
Volgens Index Fungorum bevat het geslacht twee soorten (peildatum november 2021):
| Soortnaam           | Auteur(s)   | Publicatiejaar |
| ------------------- | ----------- | -------------- |
| Favillea argillacea | Fr.         | 1849           |
| Favillea degenerans | (Fr.) Lloyd | 1905           |